# 程可為
程可為（英語：Rainbow Ching Hor Wai，1951年10月10日—），原名楊蓮桂，人稱「程大姑」，香港出生；當是無綫電視早期的二線女演員，曾是電視台旗下力捧的花旦之一。她現時是香港的甘草演員，爲無綫電視合約藝員（2021年轉爲「一年一騷」合約）。

## 背景
程可為在香港出生，早年在九龍城的唐樓長大。有三名胞弟妹，父母皆為經商之人。父親於該區開設「開記酒家」。酒家下的牛肉檔亦是其父親的生意。而母親則在酒家對面經營「新華肉食公司」，主要售賣燒味肉食。程可為小時候常替父母向街坊收取房租與舖租。她的學習成績不好，而且不喜歡讀書。在當年分為男、女校的聖若望英文書院中五畢業後，便打算投身社會工作。程當時先後投考日本航空及國泰航空的空中小姐或船艙臨時護理員以及麗的電視（亞洲電視前身）藝員訓練班。再於1971年報讀無綫電視的演員訓練班。因家人認為相比而言，當年演員的工作比空姐工作較多留在香港，相對地更加安全，於是她最後決定投身演藝行業，參加了1971至1972年度第1期無綫電視藝員訓練班，與甘國亮、許紹雄、金興賢、呂有慧等人為同學。「程可為」一藝名是她本人在訓練班時期所改，寓意「將來的前程樣樣都可以有所作為」。畢業後加入無綫電視。於電視台工作初期，她只是二線女演員。不久與莊文清、高妙思、盧宛茵等女藝人至1970年代中受到公司力捧。在訓練班學習以至成為演員的早期，她曾兼職香港輔警，以幫補收入。其首部參演、佔重戲份的電視劇集是1975年的《乘風破浪》。
由於不肯定中國大陸將來時局的發展如何，程可為於1984年10月成功申請移民温哥華，並於1996年回流香港，參演劇集至今。回流前曾在加拿大任職地產經紀。程可為之所以任職地產經紀源於當年她在當地駕車出遊期間看見有很多空置土地尚未動土。於是出現了賺佣金的念頭。直至1996年，溫哥華的樓市狀況轉差。從事地產經紀達14年的程可為決定以旅行心態回到香港逛一逛。結果，當她打算到無綫電視探訪舊同事時，同事跟程可為提及她與無綫尚有一張自1984年起停薪留職的藝員合約未結束。於是公司安排她出演《鹿鼎記》一劇。自此之後再於香港幕出演出。
她擁有多年的演出經驗，演出不少大獲好評的角色，例如《紫禁驚雷》中威風八面、氣勢凌人的博爾濟吉特氏（孝莊太后、太皇太后）、《萬凰之王》的崔嬤嬤、《耀舞長安》的長孫皇后、《初五啟市錄》的唐玉卿及《守業者》的陳婉琴等。一名資深的甘草演員，由於她經常飾演主角的母親或長輩，因此她以慈母形象深入民心。然而她本人對飾演很多次的母親角色的印象都不深，反而對《宮心計》狡猾的蔡仲屏（蔡尚宮）更記憶猶新。程可為曾在2003年、2004年、2005年及2011年分別憑劇集《俗世情真》內飾演的「馬翠花」、《烽火奇遇結良緣》內飾演的「柳金花」、《血薦軒轅》內飾演的「何氏」、《青出於藍》內飾演的「文美鳳」、《心花放》內飾演的「鄧雪君」及《紫禁驚雷》內飾演的「孝莊文皇后」獲得當年的萬千星輝頒獎典禮「最佳女配角」提名。她近年是前無綫電視監製梁材遠的常用演員。
她於2021年在無綫轉爲「一年一騷」合約。於2023年2月初曾有報道指她2021年已經離巢，但她後來向《明周》澄清只是由藝員合約轉為「一年一騷」。

## 演出作品

### 電視劇（無綫電視）
| 首播       | 劇名                 | 角色                           | 備註                              |
| 1973年     | 煙雨濛濛             | 陸如萍                         |                                   |
| 1974年     | 啼笑因緣             | 賣唱姑娘                       |                                   |
| 1974年     | 民間傳奇             | 劉月仙                         | 單元：花田錯                      |
| 1974年     | 永恒的春天           | 毛方方                         |                                   |
| 1974年     | 梁天來               | 凌貴興妻                       |                                   |
| 1975年     | 民間傳奇             | 王經文妻                       | 單元：畫皮                        |
| 1975年     | 民間傳奇             | 楊素英                         | 單元：殺狗記                      |
| 1975年     | 民間傳奇             | 牛小姐                         | 單元：趙五娘                      |
| 1975年     | 民間傳奇             | 女皇                           | 單元：鏡花緣之女兒國              |
| 1975年     | 洛神                 | 崔氏                           |                                   |
| 1975年     | 清宮殘夢             | 瑾妃                           |                                   |
| 1975年     | 同屋共住             |                                |                                   |
| 1975年     | 乘風破浪             | 林子寧                         |                                   |
| 1976年     | 楊貴妃               | 韓國夫人                       |                                   |
| 1976年     | 陸小鳳               | 朱停妻子/老闆娘                |                                   |
| 1977年     | 大報復               | 韋周玲                         |                                   |
| 1977年     | 瑪麗關77             |                                |                                   |
| 1978年     | 強人                 | 雷朱秀眉                       |                                   |
|            | 萬事有我             | 莎莉                           |                                   |
| 1979年     | 女人三十             |                                |                                   |
| 1979年     | 絕代雙驕             | 皇后娘娘(後期由其妹段雲菲假扮) |                                   |
| 1979年     | 楚留香               | 高亞男                         |                                   |
| 1979年     | 名劍風流             | 唐琪                           |                                   |
| 1980年     | 京華春夢             | 高佩賢                         |                                   |
| 1980年     | 聲寶喜相逢           | Annie                          |                                   |
| 1980年     | 雙葉·蝴蝶            | 汪海倫                         |                                   |
| 1981年     | 千王群英會           |                                |                                   |
| 1981年     | 妙手神偷             |                                |                                   |
| 1981年     | 楊門女將             | 細 姐                          |                                   |
| 1981年     | 突破                 | 惠寧姨                         |                                   |
| 1982年     | 男子漢               |                                |                                   |
| 1982年     | 飛越十八層           | 程小姐                         |                                   |
| 1982年     | 錯結良緣             |                                |                                   |
| 1983年     | 播音人               | 陸小姐                         |                                   |
| 1983年     | 射鵰英雄傳之東邪西毒 | 孫不二                         |                                   |
| 1983年     | 警花出更             | 鄺美媚（Mary）                 |                                   |
| 1983年     | 鬼咁夠運             |                                |                                   |
| 1983年     | 神鵰俠侶             | 孫不二                         |                                   |
| 1997年     | 鑑證實錄             | 宋桂枝                         |                                   |
| 1998年     | 大澳的天空           | 歐潔冰                         |                                   |
| 1998年     | 師奶強人             | 司徒惠娟                       |                                   |
| 1998年     | 鹿鼎記               |                                |                                   |
| 1998年     | 冤家宜結不宜解       | 石春麗                         |                                   |
| 1999年     | 鑑證實錄II           | 宋桂枝                         |                                   |
| 1999年     | 刑事偵緝檔案IV       | 殷寶莉                         |                                   |
| 1999年     | 茶是故鄉濃           | 宋鴻英（宋家茶園大當家）       |                                   |
| 1999年     | 創世紀               | 張玉芳                         |                                   |
| 2000年     | 金裝四大才子         | 王小蝶                         |                                   |
| 2001年     | 勇往直前             |                                |                                   |
| 2001年     | 勇探實錄             | 唐淑燕                         |                                   |
| 2002年     | 洛神                 |                                |                                   |
| 2002年     | 無考不成冤家         | 高簡雲蝶                       |                                   |
| 2002年     | 流金歲月             | 袁希雅                         |                                   |
| 2003年     | 皆大歡喜             | 吳美麗                         |                                   |
| 2003年     | 俗世情真             | 花姐                           |                                   |
| 2004年     | 烽火奇遇結良緣       | 柳金花                         |                                   |
| 2004年     | 血薦軒轅             | 何氏                           |                                   |
| 2004年     | 皆大歡喜             | 碧蒂／貝夫人                   |                                   |
| 2004年     | 青出於藍             | 文美鳳                         |                                   |
| 2004年     | 天涯俠醫             | Alex之母                       |                                   |
| 2005年     | 心花放               | 朱太太                         |                                   |
| 2005年     | 酒店風雲             | 鄭月鳳                         |                                   |
| 2006年     | 人生馬戲團           | 沈倩玲（Fiona）                |                                   |
| 2006年     | 女人唔易做           | 劉慧嬋                         |                                   |
| 2006年     | 飛短留長父子兵       | 姚淑英                         |                                   |
| 2006年     | 心慌·心郁·逐個捉     | 紀德嫻                         |                                   |
| 2006年     | 刑事情報科           | 楊麗嫦                         |                                   |
| 2006年     | 鳳凰四重奏           | 邱鴻雪（Jane）                 |                                   |
| 2006年     | 滙通天下             |                                |                                   |
| 2006年     | 街市的童話           | 余珊枝                         |                                   |
| 2006年     | 肥田囍事             | 王艷芬                         |                                   |
| 2006年     | 婚姻乏術             | 程梁淑賢                       |                                   |
| 2007年     | 迎妻接福             | 周夫人                         |                                   |
| 2008年     | 千謊百計             | 司徒教授                       | 劇集於無綫電視劇集台首播          |
| 2008年     | 最美麗的第七天       | 吳美娟                         |                                   |
| 2008年     | 師奶股神             | 彭可歡                         |                                   |
| 2008年     | 盛裝舞步愛作戰       | Kimmy媽媽                      |                                   |
| 2008年     | 同事三分親           | 楊大姑、楊老太                 | 前者：第356集、後者：第360、362集 |
| 2008年     | 搜神傳               | 石竇氏                         |                                   |
| 2008年     | 珠光寶氣             | 程淑貞（Amanda）               |                                   |
| 2008年     | 東山飄雨西關晴       | 范桂芳                         |                                   |
| 2009年     | 畢打自己人           | 陸詩卿                         |                                   |
| 2009年     | 宮心計               | 蔡仲屏                         |                                   |
| 2009年     | 老友狗狗             | 梁亞萍                         |                                   |
| 2010年     | 飛女正傳             | 甘素芬                         |                                   |
| 2010年     | 天天天晴             | 魯夫人                         |                                   |
| 2010年     | 情越雙白線           | 余愛喜                         |                                   |
| 2010年     | 讀心神探             | 錢素芬                         |                                   |
| 2011年     | 隔離七日情           | 方溫婉嫻                       |                                   |
| 2011年     | 魚躍在花見           | 劉 麗                          |                                   |
| 2011年     | Only You 只有您      | 王 逢                          |                                   |
| 2011年     | 點解阿Sir係阿Sir     | 張婉娥                         | 客串第1集                         |
| 2011年     | 怒火街頭             | 潘小                           |                                   |
| 2011年     | 紫禁驚雷             | 孝 莊                          |                                   |
| 2011年     | 不速之約             | 唐紀美琪                       |                                   |
| 2011年     | 萬凰之王             | 崔嬷嬷                         |                                   |
| 2011年     | 我的如意狼君         | 林玉嫻                         |                                   |
| 2012年     | On Call 36小時       | 麥 菲                          |                                   |
| 2012年     | 耀舞長安             | 皇                             |                                   |
| 2012年     | 怒火街頭2            | 潘小                           |                                   |
| 2012年     | 雷霆掃毒             | 林彩蘭                         |                                   |
| 2013年     | 法網狙擊             | 張淑娥                         |                                   |
| 2013年     | 初五啟市錄           | 唐玉卿                         |                                   |
| 2013年     | 戀愛季節             | 楊翠瓊                         |                                   |
| 2013年     | 女警愛作戰           | 宋慧星                         | 劇集已於2012年在海外推出          |
| 2014年     | 單戀雙城             | 藍慕雪                         |                                   |
| 2014年     | 守業者               | 陳婉琴                         |                                   |
| 2014年     | 廉政行動2014         | 簡 妻                          |                                   |
| 2014年     | 大藥坊               | 洪月好                         |                                   |
| 2015年     | 宦海奇官             | 慈恩師太                       |                                   |
| 2015年     | 八卦神探             | 美                             |                                   |
| 2015年     | 四個女仔三個BAR      | Mrs. Sze                       |                                   |
| 2015年     | 樓奴                 | 曾雪梅                         |                                   |
| 2015年     | 收規華               | 梁美蘭                         |                                   |
| 2015年     | 無雙譜               | 莫雪芳                         |                                   |
| 2015年     | 實習天使             | 余碧珠                         |                                   |
| 2016年     | 火線下的江湖大佬     | 錢慧中（Win姐）                |                                   |
| 2016年     | 巨輪II               | 岑清儀                         |                                   |
| 2016年     | 幕後玩家             | 唐 菁                          |                                   |
| 2016年     | 流氓皇帝             | 尤如絲                         |                                   |
| 2017年     | 財神駕到             | 王母娘娘                       |                                   |
| 2019年     | 福爾摩師奶           | 谷 琪                          |                                   |
| 2020年     | 黃金有罪             | 區玉梅                         |                                   |
| 2020年     | 機場特警             | 區惠萍                         |                                   |
| 2020年     | 那些我愛過的人       | 歐麗馨                         |                                   |
| 2021年至今 | 愛·回家之開心速遞    | 佩佩                           | 客串第1178集                      |
| 2021年至今 | 愛·回家之開心速遞    | 花 姨                          | 客串第2325集                      |
| 2021年     | 七公主               | 靚 嬸                          |                                   |
| 2022年     | 白色強人II           | 立法會議員                     |                                   |
| 2022年     | 美麗戰場             | 李萍（Susan）                  |                                   |
| 2022年     | 超能使者             | 鄧金娣                         |                                   |
| 2023年     | 隱形戰隊             | 林杏嬌（嬌姐）                 |                                   |
| 2023年     | 隱門                 | 陸貴鳳（鳳姨）                 |                                   |
| 2023年     | 寵愛Pet Pet          | 劉金花                         |                                   |
| 2024年     | 奔跑吧！勇敢的女人們 | 嚴貞淑                         |                                   |
| 未播映     | 非常檢控觀           |                                |                                   |
| 未播映     | 俠醫                 |                                |                                   |

### 電視劇（香港電台）
| 首播   | 劇名         | 角色 | 備註 |
| 拍攝中 | 我們的畢業禮 |      |      |

### 電視劇（中國大陸）
| 首播   | 劇名             | 角色 | 備註 |
| 2022年 | 平湖往事         |      |      |
| 2024年 | 家族榮耀之繼承者 | 趙太 |      |

### 電影
| - 1973年：老虎燕星 - 1974年：香港73 飾 大妹 - 1974年：電單車 - 1974年：朱門怨 - 1974年：太平山下 - 1975年：拍案驚奇 - 1976年：鬼馬俏醫生 - 1977年：亂龍搏懵 - 1979年：風水奇譚 - 1981年：父子情 - 1981年：打雀英雄傳 - 1983年：鬼掩眼 | - 1983年：第一次 - 1983年：大俠沈勝衣 - 1984年：奸人鬼 - 1988年：過埠新娘 - 1992年：吳三桂與陳圓圓 - 1995年：紅番區 飾 張太 - 2000年：辣椒教室 - 2001年：頭號人物 - 2016年：寒戰II - 2019年：追龍II：賊王 - 2025年：麻雀女王追男仔 |

### 其他節目
- 1974年：獅子山下（香港電台、第8集、主題：青春的價值 - 徙置區少女因家境出軌）
- 1977年：小時候（香港電台、第8集、單元（紅暖壺）
- 2009年：我的「衛」食女友（無綫電視短劇、與呂慧儀、馬國明合演）

### 綜藝節目
- 1980年：歡樂今宵
- 2010年：今日VIP
- 2011年：健康奇案錄
- 2014年：年代大激鬥
- 2015年：今日VIP
- 2016年：Sunday好戲王

### 節目主持
- 1973年：花王俱樂部

### 旁白
- 2014年：世界文化遺產（第七輯） （紀錄片、與方伊琪、Joe Junior、潘芳芳、盧宛茵）

## 軼聞
- 程可為曾在拍攝劇集《守業者》期間因為氣管發炎而入醫院吊了三包鹽水。
- 她曾有兩名圈外男友，二人亦曾向她求婚，但她都拒絕他們，然後分手了事，因為程可為不想被婚姻束縛。[7]究其原因，出於父母在她年少時經常吵架，令她不想在結婚後為配偶的生活而憂心[註 4]。
- 程可為的英文名字為「Rainbow」， 據程氏本人透露，是因為她覺得自己的性格有些奇怪，像彩虹一樣多變。[7]另一個原因是她年少在家中清洗衣服時看到彩虹，覺得很美麗。最後取名「Rainbow」。[註 5]

## 外部連結
- 《明报周刊》专访程可为[永久]
- 程可為在互联网电影资料库（IMDb）上的資料（英文）（英文）
- 程可為在香港影庫上的簡介
- 程可為在豆瓣上的资料（简体中文）
- 程可為在时光网上的簡介（简体中文）